# Fresnay-le-Gilmert
 Fresnay-le-Gilmert  es una población y comuna francesa, en la región de  Centro, departamento de Eure y Loir, en el distrito de Chartres y cantón de Chartres-Nord-Est.

## Demografía
| 138 | 133 | 120 | 148 | 172 | 221 |
| Para los censos de 1962 a 1999 la población legal corresponde a la población sin duplicidades (Fuente: INSEE [Consultar]) |     |     |     |     |     |